# Блокатор натријумског канала
Блокатори натријумског канала су агенси који умањују проводљивост јона натријума (Na +) кроз натријумске канале.

## Екстрацелуларни
Следеће природно произведене супстанце блокирају натријумске канале везивањем за и затварањем екстрацелуларних отвора пора канала:
- Алкалоид но базирани токсини
  - Сакситоксин (STX)
  - Неосакситоксин (NSTX)
  - Тетродотоксин (TTX)

## Интрацелуларни
Лекови који блокирају натријумске канале блокирањем интрацелуларне стране канала су:
- Локални анестетици
- Класа I антиаритмичких агенаса
- Поједини Антиконвулсанти

## Непознати механизми
- За калцијум је показано да блокира натријумске канале,,[2] што објашњава утицај хиперкалцемије и хипокалцемије.
- Кафеин инхибира Na+ струју у вентрикуларним ћелијама морски прасића.[3]
- А-803.467: специфично блокира Na+ 1.8 канале (SCN10А)[4]